# Мізерабілізм
Мізерабілізм (фр. miserabl, англ. miserabiliste — нещасний) — напрямок у образотворчому мистецтві Франції повоєнних років (після 1945). Характерний розвитком теми пригніченості, депресії, розгубленості людини перед могутніми та ворожими до людини обставинами суспільного життя. Представників мізерабілізму не підбадьорило навіть закінчення Другої світової війни.
Мізерабілізм дехто вважає художньою аналогією філософії екзистенціалізму.
Представники течії ніколи не виступали єдиною спільнотою, хоча деякі з них і були знайомі один з одним, спілкувалися. Засновником течії вважають французького художника Франсіса Грюбера (фр. Francis Gruber). Другим після Грюбера був Бернар Бюффе, твори якого відрізнялись безрадісністю та пригніченим настроєм. До мізерабілістів зараховують і твори Жана Карзу, хоча він не відмовлявся від зображення і радісних сторін життя.

## Головні представники
- Франсіс Грюбер
- Бернар Бюффе
- Жан Карзу
- скульптор Альберто Джакометті